# Mandy Minella
Mandy Minella (* 22. November 1985 in Esch an der Alzette) ist eine ehemalige luxemburgische Tennisspielerin und heutige Politikerin der Demokratesch Partei (DP).

## Karriere
Minella, die im Alter von fünf Jahren mit dem Tennissport begann, gewann bisher 16 Einzel- und mit wechselnden Partnerinnen 10 Doppeltitel bei ITF-Turnieren. Weiters gewann Minella einen Einzel- und drei Doppeltitel bei den WTA Challenger Series. Mit großem Erfolg nahm sie an den Spielen der kleinen Staaten von Europa teil: 2003 gewann sie im Einzel die Silbermedaille und im Doppel die Goldmedaille. Weitere Goldmedaillen gewann sie dort 2005 im Einzel und im Doppel, 2007 im Doppel sowie 2009 abermals in Einzel und Doppel.
Ihren Durchbruch hatte sie im Jahr 2010 bei den US Open, als sie sich erstmals für das Hauptfeld eines Grand-Slam-Turniers qualifizierte. Sie besiegte dort die Top-50-Spielerinnen Polona Hercog und Zwetana Pironkowa, ehe sie in der dritten Runde Venus Williams in zwei Sätzen unterlag. Am 23. Februar 2013 gelang ihr der erste Turniersieg auf der WTA Tour. An der Seite von Tímea Babos gewann sie das Doppelfinale von Bogotá. Neun Wochen später gelang ihnen in Marrakesch ihr zweiter gemeinsamer Titelgewinn. Für die luxemburgische Fed-Cup-Mannschaft bestritt Minella von 2000 bis 2022 insgesamt 56 Begegnungen; dabei gelangen ihr insgesamt 32 Siege (Bilanz: Einzel 23:16; Doppel 9:30). 2011 wurde Mandy Minella zu Luxemburgs Sportlerin des Jahres gewählt.
Im Juni 2022 beendete sie ihre Karriere. Bei der Kammerwahl 2023 wurde Minella in die luxemburgische Abgeordnetenkammer gewählt und vertritt dort die Demokratesch Partei für den Wahlbezirk Süden.

## Erfolge

### Einzel

#### Turniersiege
| Nr. | Datum              | Turnier                  | Kategorie      | Belag        | Finalgegnerin        | Ergebnis      |
| --- | ------------------ | ------------------------ | -------------- | ------------ | -------------------- | ------------- |
| 1.  | 23. Mai 2004       | Zadar                    | ITF $10.000    | Sand         | Matea Mezak          | 7:5, 5:7, 6:4 |
| 2.  | 6. August 2005     | Gardone Val Trompia      | ITF $10.000    | Sand         | Sandra Záhlavová     | 6:4, 6:3      |
| 3.  | 20. Mai 2006       | Caserta                  | ITF $25.000    | Sand         | Alissa Kleibanowa    | 6:2, 6:4      |
| 4.  | 19. April 2009     | Tessenderlo              | ITF $25.000    | Sand (Halle) | Youlia Fedossova     | 7:5, 6:3      |
| 5.  | 24. Januar 2010    | Lutz                     | ITF $25.000    | Sand         | Jamie Hampton        | 6:4, 4:6, 6:2 |
| 6.  | 4. Juli 2010       | Stuttgart-Vaihingen      | ITF $25.000    | Sand         | Elise Tamaela        | 6:4, 6:2      |
| 7.  | 17. Juli 2011      | Darmstadt                | ITF $25.000    | Sand         | Karolína Plíšková    | 7:65, 6:2     |
| 8.  | 10. November 2013  | Captiva Island           | ITF $50.000    | Hartplatz    | Gabriela Dabrowski   | 6:3, 6:3      |
| 9.  | 14. Juni 2014      | Essen                    | ITF $25.000    | Sand         | Richèl Hogenkamp     | 6:2, 4:6, 6:3 |
| 10. | 10. Oktober 2015   | Kirkland                 | ITF $50.000    | Hartplatz    | Nicole Gibbs         | 2:6, 7:5, 6:2 |
| 11. | 5. Juni 2016       | Bol                      | WTA Challenger | Sand         | Polona Hercog        | 6:2, 6:3      |
| 12. | 25. September 2016 | Albuquerque              | ITF $75.000    | Hartplatz    | Verónica Cepede Royg | 6:4, 7:5      |
| 13. | 26. März 2018      | Santa Margherita di Pula | ITF $25.000    | Sand         | Deborah Chiesa       | 6:3, 79:67    |
| 14. | 16. Juni 2018      | Essen                    | ITF $25.000    | Sand         | Cindy Burger         | 7:5, 4:6, 6:4 |
| 15. | 1. Juli 2018       | Stuttgart                | ITF $25.000    | Sand         | Anna Zaja            | 6:4, 4:6, 6:1 |
| 16. | 4. November 2018   | Petingen                 | ITF $25.000    | Hartplatz    | Hélène Scholsen      | 6:2, 6:1      |
| 17. | 3. November 2019   | Tyler                    | ITF W80        | Hartplatz    | Alexa Glatch         | 6:4, 6:4      |

### Doppel

#### Turniersiege
| Nr. | Datum             | Turnier             | Kategorie         | Belag             | Partnerin              | Finalgegnerinnen                         | Ergebnis          |
| --- | ----------------- | ------------------- | ----------------- | ----------------- | ---------------------- | ---------------------------------------- | ----------------- |
| 1.  | 4. April 2004     | Neapel              | ITF $10.000       | Sand              | Elke Clijsters         | Michelle Gerards Marielle Hoogland       | 6:1, 6:0          |
| 2.  | 22. Mai 2004      | Zadar               | ITF $10.000       | Sand              | Lisa Tognetti          | Martina Babaková Michaela Michálková     | kampflos          |
| 3.  | 3. Juli 2010      | Stuttgart-Vaihingen | ITF $25.000       | Sand              | Irena Pavlovic         | Magdalena Kiszczyńska Erika Sema         | 6:3, 6:4          |
| 4.  | 2. Juli 2011      | Cuneo               | ITF $100.000      | Sand              | Stefanie Vögele        | Eva Birnerová Wesna Dolonz               | 6:3, 6:2          |
| 5.  | 11. Februar 2012  | Cali                | ITF $100.000      | Sand              | Karin Knapp            | Alexandra Cadantu Raluca Olaru           | 6:4, 6:3          |
| 6.  | 23. Februar 2013  | Bogotá              | WTA International | Sand              | Tímea Babos            | Alexandra Panowa Eva Birnerová           | 6:4, 6:3          |
| 7.  | 28. April 2013    | Marrakesch          | WTA International | Sand              | Tímea Babos            | Petra Martić Kristina Mladenovic         | 6:3, 6:1          |
| 8.  | 6. April 2015     | Medellin            | ITF $50.000       | Sand              | Lourdes Domínguez Lino | Mariana Duque Mariño Julia Glushko       | 7:5, 4:6, [10:5]  |
| 9.  | 10. Oktober 2015  | Kirkland            | ITF $50.000       | Hartplatz         | Stéphanie Foretz       | Lesley Kerkhove Arantxa Rus              | 6:4, 4:6, [10:4]  |
| 10. | 15. November 2015 | Limoges (1)         | WTA Challenger    | Hartplatz (Halle) | Barbora Krejčíková     | Margarita Gasparjan Oksana Kalaschnikowa | 1:6, 7:5, [10:6]  |
| 11. | 20. November 2016 | Limoges (2)         | WTA Challenger    | Hartplatz (Halle) | Elise Mertens          | Anna Smith Renata Voráčová               | 6:4, 6:4          |
| 12. | 17. Dezember 2016 | Dubai               | ITF $100.000+H    | Hartplatz         | Nina Stojanović        | Hsieh Su-wei Walerija Sawinych           | 6:3, 3:6, [10:4]  |
| 13. | 8. Juni 2019      | Bol                 | WTA Challenger    | Sand              | Timea Bacsinszky       | Cornelia Lister Renata Voráčová          | 0:6, 7:63, [10:4] |
| 14. | 7. September 2019 | Montreux            | ITF W60           | Sand              | Xenia Knoll            | Conny Perrin Ylena In-Albon              | 6:3, 6:4          |
| 15. | 9. November 2019  | Las Vegas           | ITF W60           | Hartplatz         | Wolha Hawarzowa        | Sophie Chang Alexandra Mueller           | 6:3, 6:4          |

#### Finalteilnahmen
| Nr. | Datum              | Turnier   | Kategorie         | Belag     | Partnerin       | Turniersiegerinnen                          | Ergebnis  |
| --- | ------------------ | --------- | ----------------- | --------- | --------------- | ------------------------------------------- | --------- |
| 1.  | 19. Februar 2012   | Bogotá    | WTA International | Sand      | Stefanie Vögele | Eva Birnerová Alexandra Panowa              | 2:6, 2:6  |
| 2.  | 12. Januar 2013    | Hobart    | WTA International | Hartplatz | Tímea Babos     | Garbiñe Muguruza María Teresa Torró Flor    | 3:6, 6:75 |
| 3.  | 14. September 2013 | Taschkent | WTA International | Hartplatz | Wolha Hawarzowa | Tímea Babos Jaroslawa Schwedowa             | 3:6, 3:6  |
| 4.  | 20. September 2014 | Seoul     | WTA International | Hartplatz | Mona Barthel    | Lara Arruabarrena Vecino Irina-Camelia Begu | 3:6, 3:6  |

## Abschneiden bei Grand-Slam-Turnieren

### Einzel
| Turnier         | 2007 | 2008 | 2009 | 2010 | 2011 | 2012 | 2013 | 2014 | 2015 | 2016 | 2017 | 2018 | 2019 | 2020 | 2021 | 2022 | Karriere |
| --------------- | ---- | ---- | ---- | ---- | ---- | ---- | ---- | ---- | ---- | ---- | ---- | ---- | ---- | ---- | ---- | ---- | -------- |
| Australian Open | —    | —    | —    | —    | Q2   | 1    | 1    | 2    | Q1   | Q1   | 2    | —    | Q2   | Q2   | —    | —    | 2        |
| French Open     | —    | —    | —    | Q1   | Q3   | 1    | 1    | 1    | —    | Q2   | 1    | 1    | 2    | —    | Q2   | —    | 2        |
| Wimbledon       | —    | —    | —    | Q1   | Q1   | 1    | 1    | Q1   | Q3   | 2    | 1    | —    | 1    |      | Q1   | Q2   | 2        |
| US Open         | Q1   | —    | Q1   | 3    | Q3   | 3    | 1    | Q1   | Q2   | 1    | —    | Q2   | 1    | —    | Q1   | —    | 3        |

Zeichenerklärung: S = Turniersieg; F, HF, VF, AF = Einzug ins Finale / Halbfinale / Viertelfinale / Achtelfinale; 1, 2, 3 = Ausscheiden in der 1. / 2. / 3. Hauptrunde; Q1, Q2, Q3 = Ausscheiden in der 1. / 2. / 3. Qualifikationsrunde; nicht ausgetragen

### Doppel
| Turnier         | 2012 | 2013 | 2014 | 2015 | 2016 | 2017 | 2018 | 2019 | 2020 | 2021 | Karriere |
| --------------- | ---- | ---- | ---- | ---- | ---- | ---- | ---- | ---- | ---- | ---- | -------- |
| Australian Open | —    | 2    | 1    | 2    | —    | 2    | —    | —    | 2    | —    | 2        |
| French Open     | 2    | 1    | —    | 1    | 1    | 1    | 1    | 1    | —    | —    | 2        |
| Wimbledon       | AF   | 1    | —    | 1    | —    | 1    | 1    | 1    |      | —    | AF       |
| US Open         | 1    | 1    | —    | 1    | —    | —    | —    | —    | —    | 1    | 1        |

## Weltranglistenpositionen am Saisonende
| Jahr   | 2002 | 2003 | 2004 | 2005 | 2006 | 2007 | 2008 | 2009 | 2010 | 2011 | 2012 | 2013 | 2014 | 2015 | 2016 | 2017 | 2018 | 2019 | 2020 |
| ------ | ---- | ---- | ---- | ---- | ---- | ---- | ---- | ---- | ---- | ---- | ---- | ---- | ---- | ---- | ---- | ---- | ---- | ---- | ---- |
| Einzel | 873  | 640  | 344  | 254  | 279  | 401  | 330  | 241  | 133  | 117  | 75   | 115  | 156  | 162  | 103  | 134  | 111  | 137  | 169  |
| Doppel | —    | —    | 604  | 344  | 397  | —    | 414  | 594  | 422  | 185  | 65   | 62   | 83   | 98   | 159  | 97   | 289  | 117  | 113  |

## Persönliches
Am 30. Oktober 2017 wurde sie Mutter einer Tochter. Am 12. Dezember 2020 kam ihre zweite Tochter zur Welt.